# Bacchisa bimaculata
Bacchisa bimaculata là một loài bọ cánh cứng trong họ Cerambycidae.